# Ferrari F14 T
El Ferrari F14 T fue un monoplaza de Fórmula 1 diseñado por Nicholas Tombazis, Rory Byrne y James Allison para Ferrari para competir en la Temporada 2014 de Fórmula 1. Fue conducido por los ex campeones del mundo de pilotos Fernando Alonso y Kimi Räikkönen, quien vuelve al equipo después de cinco años. El F14 T fue diseñado para usar el nuevo motor Ferrari, el V6 1.6 turbo, denominado F059/3. El nombre del coche fue elegido por los fanáticos mediante una encuesta organizada por Ferrari.  El "14" representa el año de la competición, mientras que la "T" refleja el cambio a motores turbo para la competición.
El coche fue presentado al público el 25 de enero de 2014. No se caracterizó por ser un coche rápido, un motor con falta de potencia y una mala aerodinámica han lastrado que Ferrari vuelva a una cuarta posición en el campeonato de constructores.
La única vuelta rápida que consiguió el F14 T fue con Kimi Räikkönen en el Gran Premio de Mónaco con un tiempo de 1:18,479.

## Diseño
En comparación con la tradición de los coches de la escudería de Maranello, en el F14 T se observa un mayor uso del color negro, que en esta temporada, además de cubrir la parte inferior del coche (como en el F138), también cubre la zona del eje trasero. El uso de este color tiene como objetivo mejorar la visibilidad de los patrocinadores. Fue el último Ferrari pilotado por Fernando Alonso.

## Resultados

### Fórmula 1
(Clave) (negrita indica pole position) (cursiva indica vuelta rápida)

| Año  | Motor              | Neu. | N.º | Pilotos         | 1   | 2   | 3   | 4   | 5   | 6   | 7   | 8   | 9   | 10  | 11  | 12  | 13  | 14  | 15  | 16  | 17  | 18  | 19  | Puntos | Pos. |
| ---- | ------------------ | ---- | --- | --------------- | --- | --- | --- | --- | --- | --- | --- | --- | --- | --- | --- | --- | --- | --- | --- | --- | --- | --- | --- | ------ | ---- |
| 2014 | 059/3 1.6 V6 Turbo | P    |     |                 | AUS | MYS | BHR | CHN | ESP | MON | CAN | AUT | GBR | GER | HUN | BEL | ITA | SIN | JPN | RUS | USA | BRA | ABU | 216    | 4.º  |
| 2014 | 059/3 1.6 V6 Turbo | P    | 7   | Kimi Räikkönen  | 7   | 12  | 10  | 8   | 7   | 12  | 10  | 10  | Ret | 11  | 6   | 4   | 9   | 8   | 12  | 9   | 13  | 7   | 10  | 216    | 4.º  |
| 2014 | 059/3 1.6 V6 Turbo | P    | 14  | Fernando Alonso | 4   | 4   | 9   | 3   | 6   | 4   | 6   | 5   | 6   | 5   | 2   | 8   | Ret | 4   | Ret | 6   | 6   | 6   | 9   | 216    | 4.º  |

- Pilotos y constructores suman puntos dobles en el Gran Premio de Abu Dabi.